# Riedstadt
Riedstadt é um município da Alemanha, situado no distrito de Groß-Gerau, no estado de Hesse. Tem 73,76 km² de área, e sua população em 2019 foi estimada em 23.801 habitantes.